# 1997-es Australian Open
Az 1997-es Australian Open az év első Grand Slam-tornája, az Australian Open 85. kiadása volt. január 13. és január 26. között rendezték meg Melbourne-ben. A férfiaknál az amerikai Pete Sampras, nőknél a svájci Martina Hingis nyert.

## Döntők

### Férfi egyes
Pete Sampras -  Carlos Moyà, 6-2, 6-3, 6-3

### Női egyes
Martina Hingis -  Mary Pierce, 6-2, 6-2

### Férfi páros
Todd Woodbridge /  Mark Woodforde -  Sebastien Lareau /  Alex O'Brien, 4-6, 7-5, 7-5, 6-3

### Női páros
Martina Hingis /  Natallja Zverava -  Lindsay Davenport /  Lisa Raymond, 6-2, 6-2

### Vegyes páros
Manon Bollegraf /  Rick Leach -  Larisa Savchenko Neiland /  John-Laffnie de Jager, 6-3, 6-7(5), 7-5

## Juniorok

### Fiú egyéni
Daniel Elsner –  Wesley Whitehouse 7–6, 6–2

### Lány egyéni
Mirjana Lučić –  Marlene Weingärtner 6–2, 6–2

### Fiú páros
David Sherwood /  James Trotman –  Jaco van der Westhuizen /  Wesley Whitehouse 7–6, 6–3

### Lány páros
Mirjana Lučić /  Jasmin Wöhr –  Cho Yoon-jeong /  Shiho Hisamatsu 6–2, 6–2